# 71. Międzynarodowy Festiwal Filmowy w Berlinie
71. Międzynarodowy Festiwal Filmowy w Berlinie odbył się w formie wirtualnej tylko dla branży filmowej w dniach 1-5 marca 2021 roku. Ze względu na pandemię COVID-19 pokazy filmów z udziałem publiczności, jak i ceremonia wręczenia nagród, przeniesione zostały wstępnie na 9-20 czerwca 2021 roku. W konkursie głównym zaprezentowanych zostało 15 filmów pochodzących z 10 różnych krajów.
Jury konkursu głównego przyznało nagrodę główną festiwalu, Złotego Niedźwiedzia, rumuńskiemu filmowi Niefortunny numerek lub szalone porno w reżyserii Radu Judego. Drugą nagrodę w konkursie głównym, Srebrnego Niedźwiedzia − Grand Prix Jury, przyznano japońskiemu obrazowi W pętli ryzyka i fantazji w reżyserii Ryūsuke Hamaguchiego.
Po raz pierwszy w historii imprezy organizatorzy zdecydowali się zastąpić nagrody Srebrnego Niedźwiedzia dla najlepszego aktora i aktorki wyróżnieniami za najlepszą rolę główną i drugoplanową, bez różnicowania ze względu na płeć wykonawcy. Spośród członków jury, złożonego w tej edycji z samych laureatów Złotego Niedźwiedzia, nie wyznaczono osoby przewodniczącego - wszyscy członkowie tego grona mieli równy status.

## Członkowie jury

### Konkurs główny
- Ildikó Enyedi, węgierska reżyserka
- Nadaw Lapid, izraelski reżyser
- Adina Pintilie, rumuńska reżyserka
- Mohammad Rasoulof, irański reżyser
- Gianfranco Rosi, włoski reżyser
- Jasmila Žbanić, bośniacka reżyserka[7][8]

### Sekcja „Spotkania”
- Florence Almozini, selekcjonerka filmowa w Lincoln Center
- Cecilia Barrionuevo, dyrektorka artystyczna MFF w Mar del Plata
- Diedrich Diederichsen, niemiecki krytyk kulturalny

### Konkurs debiutów reżyserskich
- Carmen Gray, nowozelandzka krytyczka filmowa
- Azu Nwagbogu, założyciel organizacji African Artists' Foundation
- Wieland Speck, niemiecki reżyser i selekcjoner festiwalowy

### Konkurs filmów dokumentalnych
- Albertina Carri, argentyńska reżyserka
- Orwa Nyrabia, syryjski producent filmowy
- Janna Ji Wonders, niemiecka reżyserka i wokalistka

### Konkurs filmów krótkometrażowych
- Basim Magdy, egipski artysta wizualny
- Christine A. Maier, austriacka operatorka filmowa
- Sebastian Urzendowsky, niemiecki aktor

## Selekcja oficjalna

### Konkurs główny
Następujące filmy zostały wyselekcjonowane do udziału w konkursie głównym o Złotego Niedźwiedzia i Srebrne Niedźwiedzie:
| Tytuł polski                          | Tytuł oryginalny                                                      | Reżyseria                          | Kraj produkcji   |
| ------------------------------------- | --------------------------------------------------------------------- | ---------------------------------- | ---------------- |
| Albatros                              | Albatros                                                              | Xavier Beauvois                    | Francja          |
| Niefortunny numerek lub szalone porno | Babardeală cu bucluc sau porno balamuc                                | Radu Jude                          | Rumunia          |
| Pudełko wspomnień                     | الدفاتر Daftar Maya                                                   | Joana Hadjithomas i Khalil Joreige | Liban            |
| Fabian albo świat schodzi na psy      | Fabian oder Der Gang vor die Hunde                                    | Dominik Graf                       | Niemcy           |
| Ballada o białej krowie               | قصیده گاو سفید Ghasideyeh gave sefid                                  | Maryam Moghadam i Behtash Sanaeeha | Iran             |
| W pętli ryzyka i fantazji             | 偶然と想像 Gūzen to sōzō                                              | Ryūsuke Hamaguchi                  | Japonia          |
| Klasa pana Bachmanna                  | Herr Bachmann und seine Klasse                                        | Maria Speth                        | Niemcy           |
| Jestem twój                           | Ich bin dein Mensch                                                   | Maria Schrader                     | Niemcy           |
| Wstęp                                 | 인트로덕션 Inteurodeoksyeon                                           | Hong Sang-soo                      | Korea Południowa |
| Jedenaste: znaj sąsiada swego         | Nebenan                                                               | Daniel Brühl                       | Niemcy           |
| Film o policjantach                   | Una película de policías                                              | Alonso Ruizpalacios                | Meksyk           |
| Mała mama                             | Petite maman                                                          | Céline Sciamma                     | Francja          |
| Co widzimy, patrząc w niebo?          | რას ვხედავთ როდესაც ცას ვუყურებთ? Ras vkhedavt, rodesac cas vukurebt? | Alexandre Koberidze                | Gruzja           |
| Im dalej w las, tym więcej drzew      | Rengeteg - mindenhol látlak                                           | Benedek Fliegauf                   | Węgry            |
| W świetle dnia                        | Természetes fény                                                      | Dénes Nagy                         | Węgry            |

### Sekcja „Spotkania”
Następujących 12 filmów zostało wyświetlonych na festiwalu w ramach sekcji „Spotkania”:
| Tytuł polski                      | Tytuł oryginalny               | Reżyseria                           | Kraj produkcji    |
| --------------------------------- | ------------------------------ | ----------------------------------- | ----------------- |
| Tak jak chcę. Siła kobiet         | As I Want                      | Samaher Alqadi                      | Egipt             |
| Azor                              | Azor                           | Andreas Fontana                     | Szwajcaria        |
| Test Beta                         | The Beta Test                  | Jim Cummings i PJ McCabe            | Stany Zjednoczone |
| Krwiopijcy                        | Blutsauger                     | Julian Radlmaier                    | Niemcy            |
| Higiena społeczna                 | Hygiène sociale                | Denis Côté                          | Kanada            |
| Dziewczyna i pająk                | Das Mädchen und die Spinne     | Ramon Zürcher i Silvan Zürcher      | Szwajcaria        |
| Dystrykt końcowy                  | منطقهٔ پایانی Mantagheye payani | Ehsan Mirhosseini i Bardia Yadegari | Iran              |
| My, z przedmieść Paryża           | Nous                           | Alice Diop                          | Francja           |
| Rock Bottom Riser                 | Rock Bottom Riser              | Fern Silva                          | Stany Zjednoczone |
| Strachy Sześćdziesiątej Pierwszej | The Scary of Sixty-First       | Dasza Niekrasowa                    | Stany Zjednoczone |
| Księżyc, 66 pytań                 | Selene 66 Questions            | Jacqueline Lentzou                  | Grecja            |
| Smak                              | Vị                             | Lê Bảo                              | Wietnam           |

### Pokazy pozakonkursowe
Następujące filmy zostały wyświetlone na festiwalu w ramach pokazów pozakonkursowych w sekcji „Berlinale Special Gala”:
| Tytuł polski            | Tytuł oryginalny | Reżyseria                    | Kraj produkcji    |
| ----------------------- | ---------------- | ---------------------------- | ----------------- |
| Jak stworzyć bestseller | Best Sellers     | Lina Roessler                | Kanada            |
| Odwaga                  | Courage          | Aliaksiej Palujan            | Niemcy            |
| Francuskie wyjście      | French Exit      | Azazel Jacobs                | Stany Zjednoczone |
| Je suis Karl            | Je suis Karl     | Christian Schwochow          | Niemcy            |
| Lekcje języka           | Language Lessons | Natalie Morales              | Stany Zjednoczone |
| Mauretańczyk            | The Mauritanian  | Kevin Macdonald              | Wielka Brytania   |
| Dla Lucia               | Per Lucio        | Pietro Marcello              | Włochy            |
| Nowa Ziemia             | Tides            | Tim Fehlbaum                 | Szwajcaria        |
| Tina                    | Tina             | Daniel Lindsay i T.J. Martin | Stany Zjednoczone |
| Skąd przybywamy         | Wer wir waren    | Marc Bauder                  | Niemcy            |
| Limbo                   | 智齒 Zhi chi     | Soi Cheang                   | Hongkong          |

### Sekcja „Panorama”
Następujące filmy zostały zaprezentowane w ramach sekcji „Panorama” (wyróżniony tytuł to zdobywca nagrody publiczności):

#### Filmy fabularne
| Tytuł polski                             | Tytuł oryginalny                       | Reżyseria               | Kraj produkcji    |
| ---------------------------------------- | -------------------------------------- | ----------------------- | ----------------- |
| Śmierć niewinności i grzech nieistnienia | آ أمل تيجي Aa Amal Tiji                | George Peter Barbari    | Liban             |
| Cenzorka                                 | Censor                                 | Prano Bailey-Bond       | Wielka Brytania   |
| Szczęście                                | Glück                                  | Henrika Kull            | Niemcy            |
| Celtowie                                 | Келти Kelti                            | Milica Tomović          | Serbia            |
| Czynniki ludzkie                         | Der menschliche Faktor                 | Ronny Trocker           | Niemcy            |
| Oczy precz                               | מישהו יוהב מישהו Mishehu Yohav Mishehu | Hadas Ben Aroya         | Izrael            |
| Świat po nas                             | Le monde après nous                    | Louda Ben Salah-Cazanas | Francja           |
| Nocni łowcy                              | Night Raiders                          | Danis Goulet            | Kanada            |
| Jak brat bratu                           | Okul tıraşı                            | Ferit Karahan           | Turcja            |
| Souad                                    | سعاد Souad                             | Ayten Amin              | Egipt             |
| Ted K                                    | Ted K                                  | Tony Stone              | Stany Zjednoczone |
| Theo i jego metamorfozy                  | Théo et les métamorphoses              | Damien Odoul            | Francja           |
| Żona pilota                              | Die Welt wird eine andere sein         | Anne Zohra Berrached    | Niemcy            |
| Równowaga                                | 由宇子の天秤 Yûko no tenbin            | Yûjirô Harumoto         | Japonia           |

#### Filmy dokumentalne
| Tytuł polski        | Tytuł oryginalny  | Reżyseria             | Kraj produkcji    |
| ------------------- | ----------------- | --------------------- | ----------------- |
| Wojna Miguela       | إرفع Aanaf hob    | Eliane Raheb          | Liban             |
| Ciężkie skrzydła    | Dirty Feathers    | Carlos Alfonso Corral | Stany Zjednoczone |
| Genderacja          | Genderation       | Monika Treut          | Niemcy            |
| Długa droga do domu | North by Current  | Angelo Madsen Minax   | Stany Zjednoczone |
| Ostatnia puszcza    | A Última Floresta | Luiz Bolognesi        | Brazylia          |

## Laureaci nagród

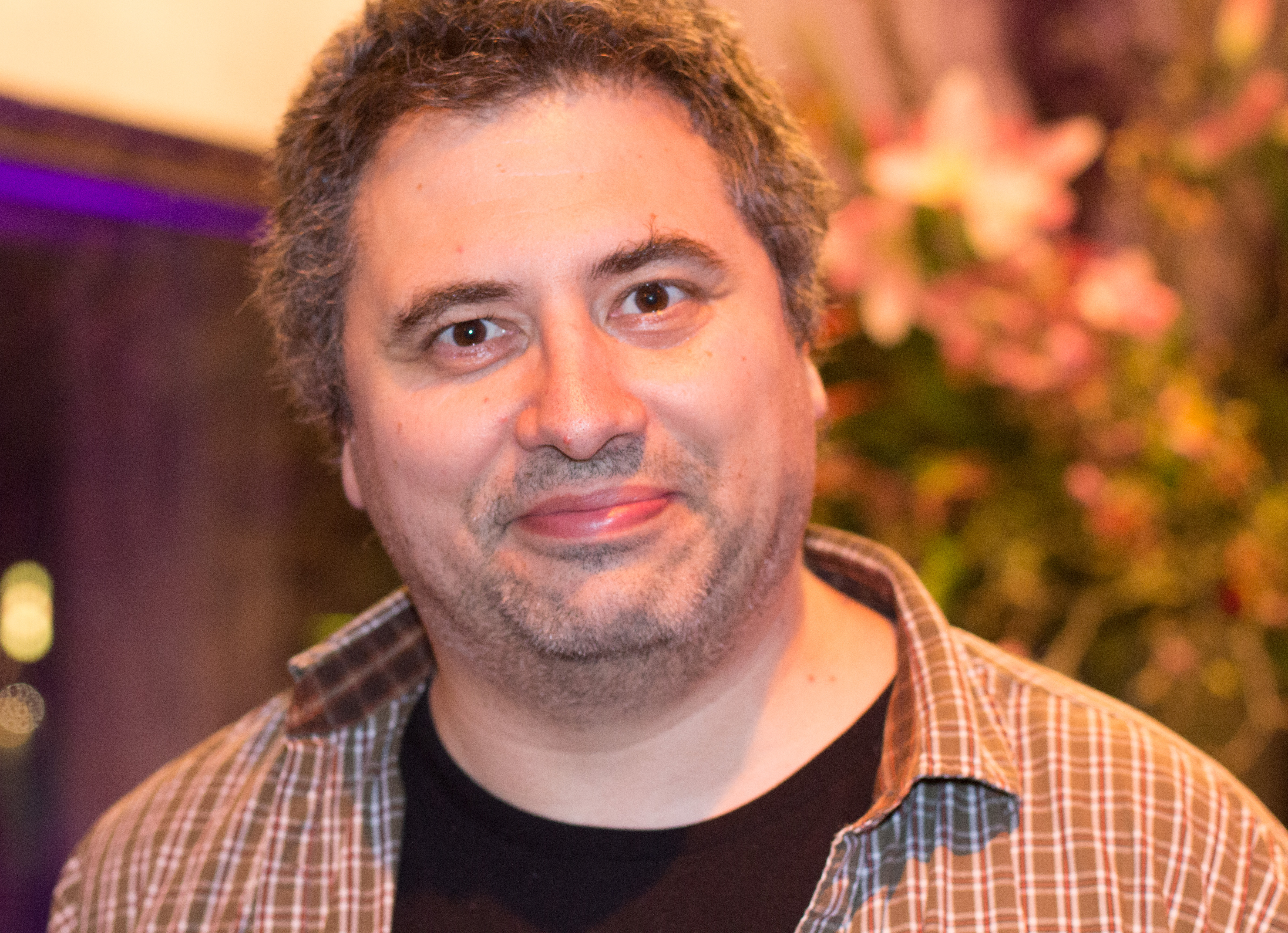
Radu Jude, zdobywca Złotego Niedźwiedzia za film Niefortunny numerek lub szalone porno.

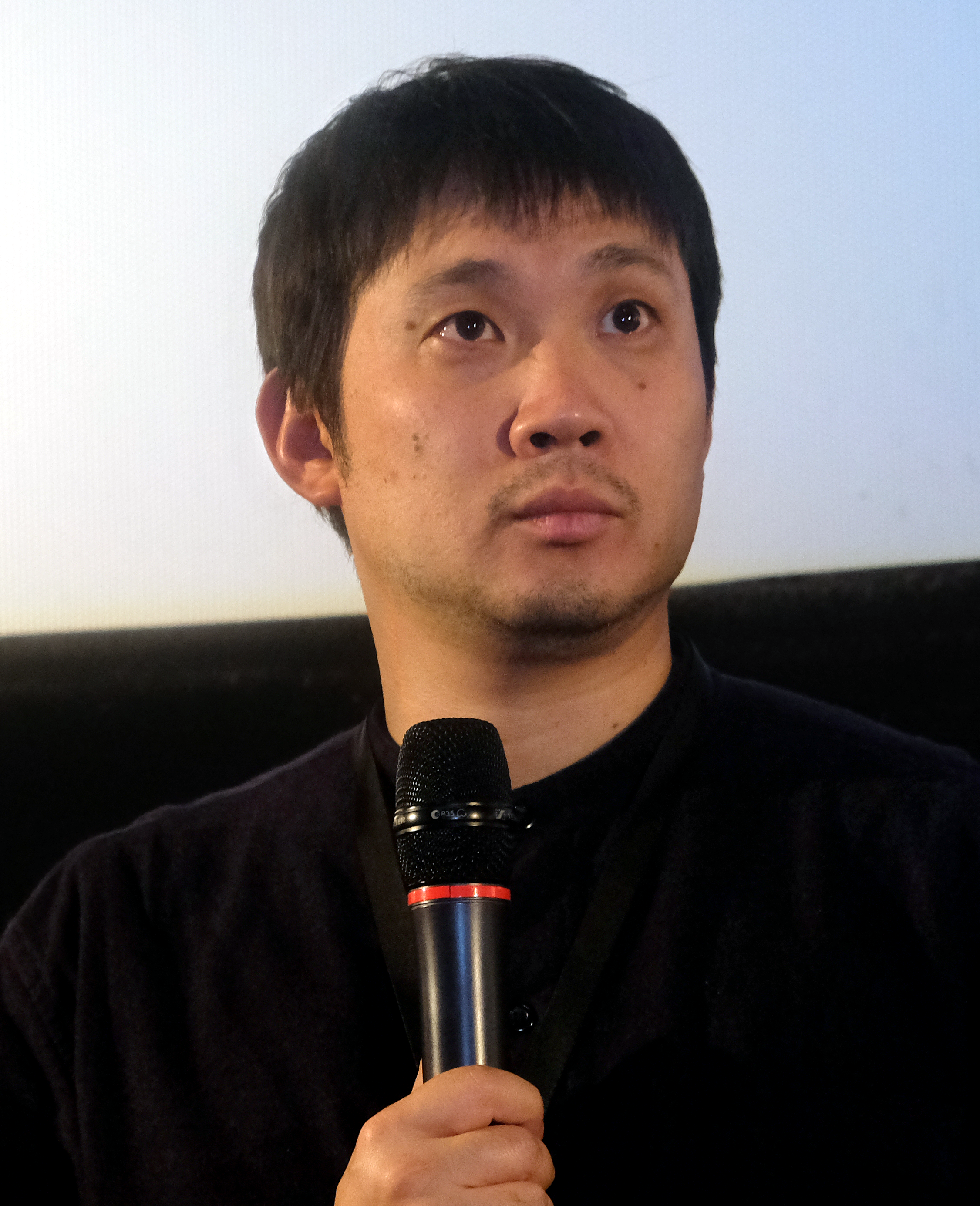
Ryūsuke Hamaguchi, laureat Srebrnego Niedźwiedzia – Nagrody Grand Prix Jury.

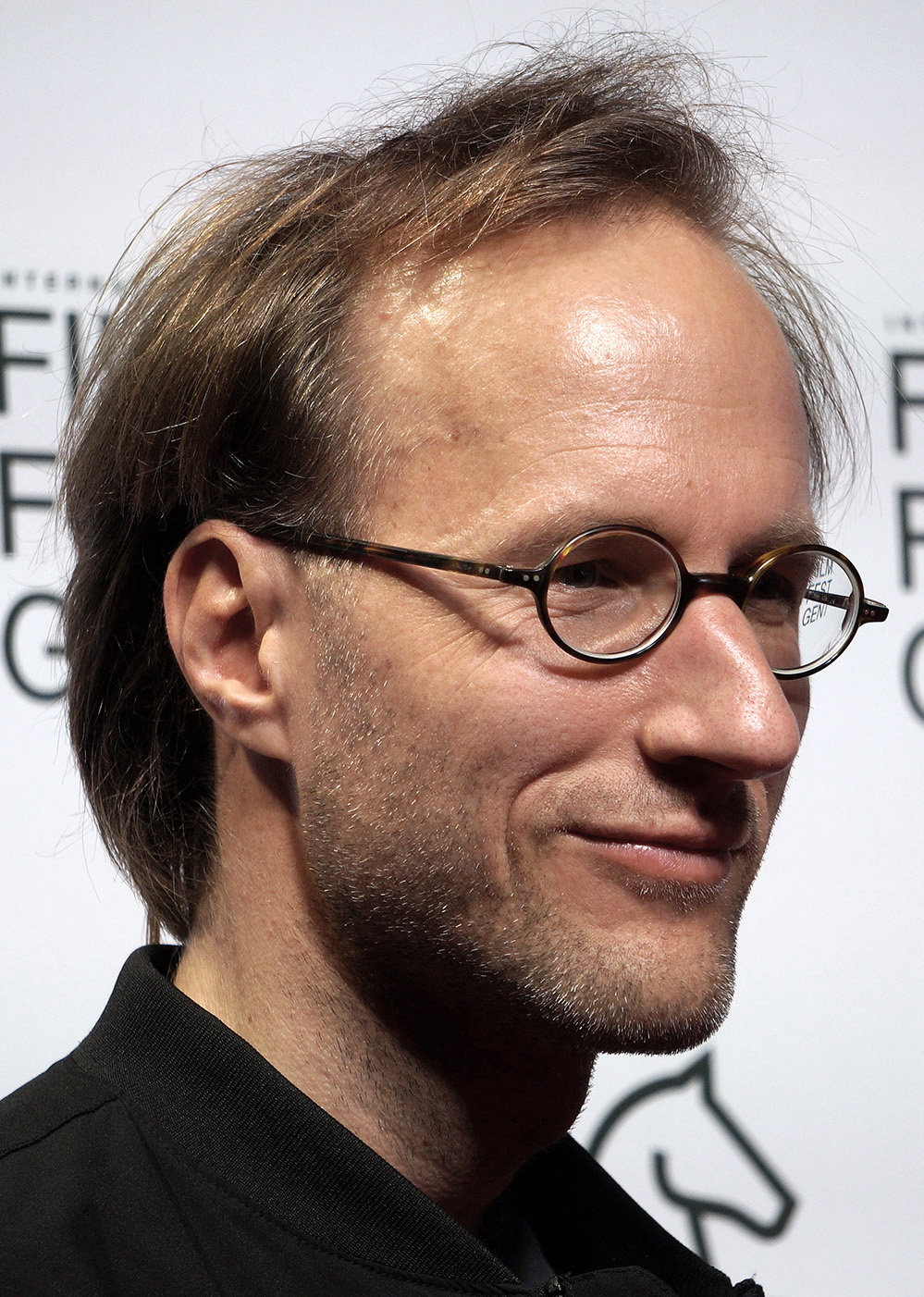
Dénes Nagy, zdobywca Srebrnego Niedźwiedzia za najlepszą reżyserię.

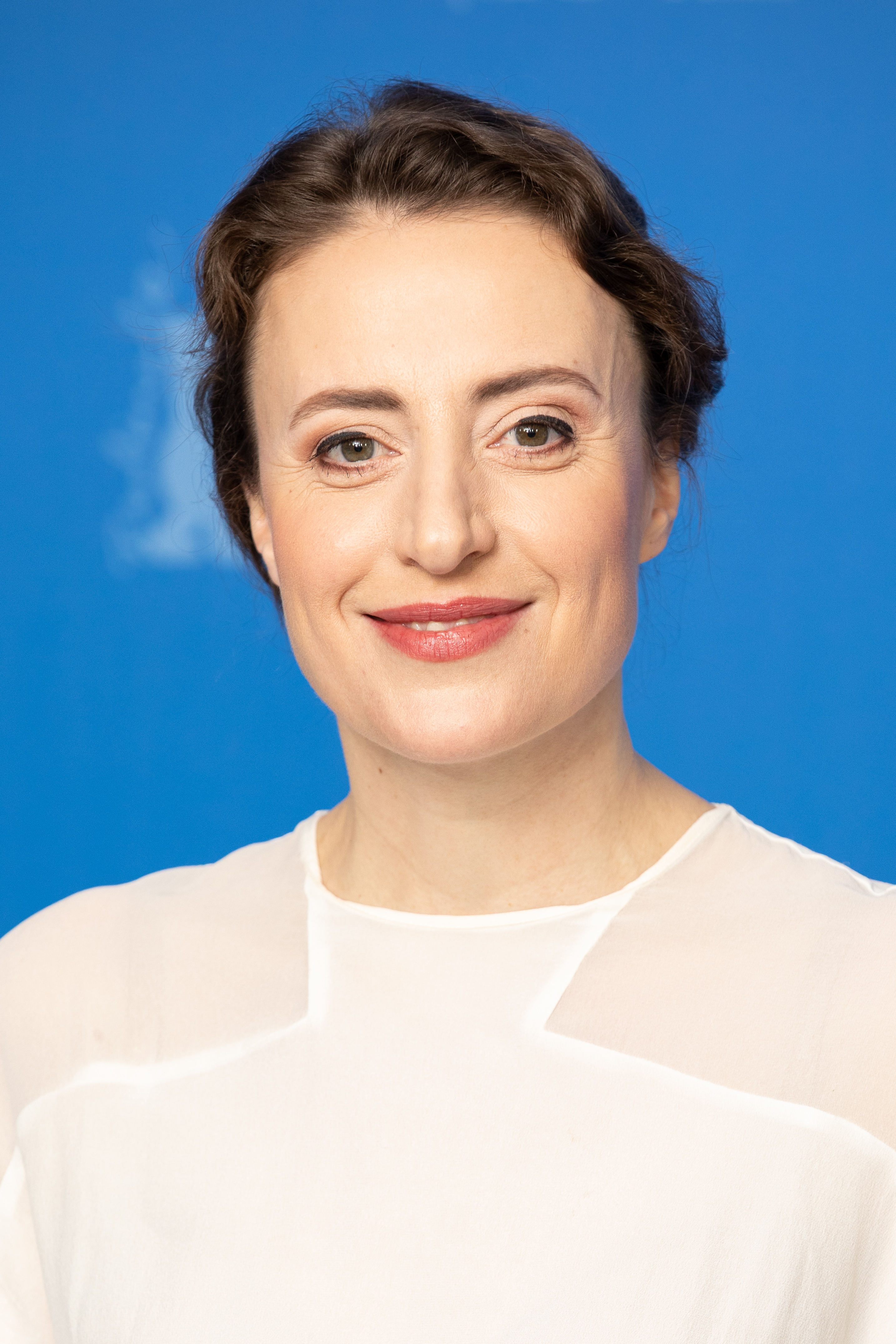
Maren Eggert, wyróżniona Srebrnym Niedźwiedziem za najlepszą rolę główną.

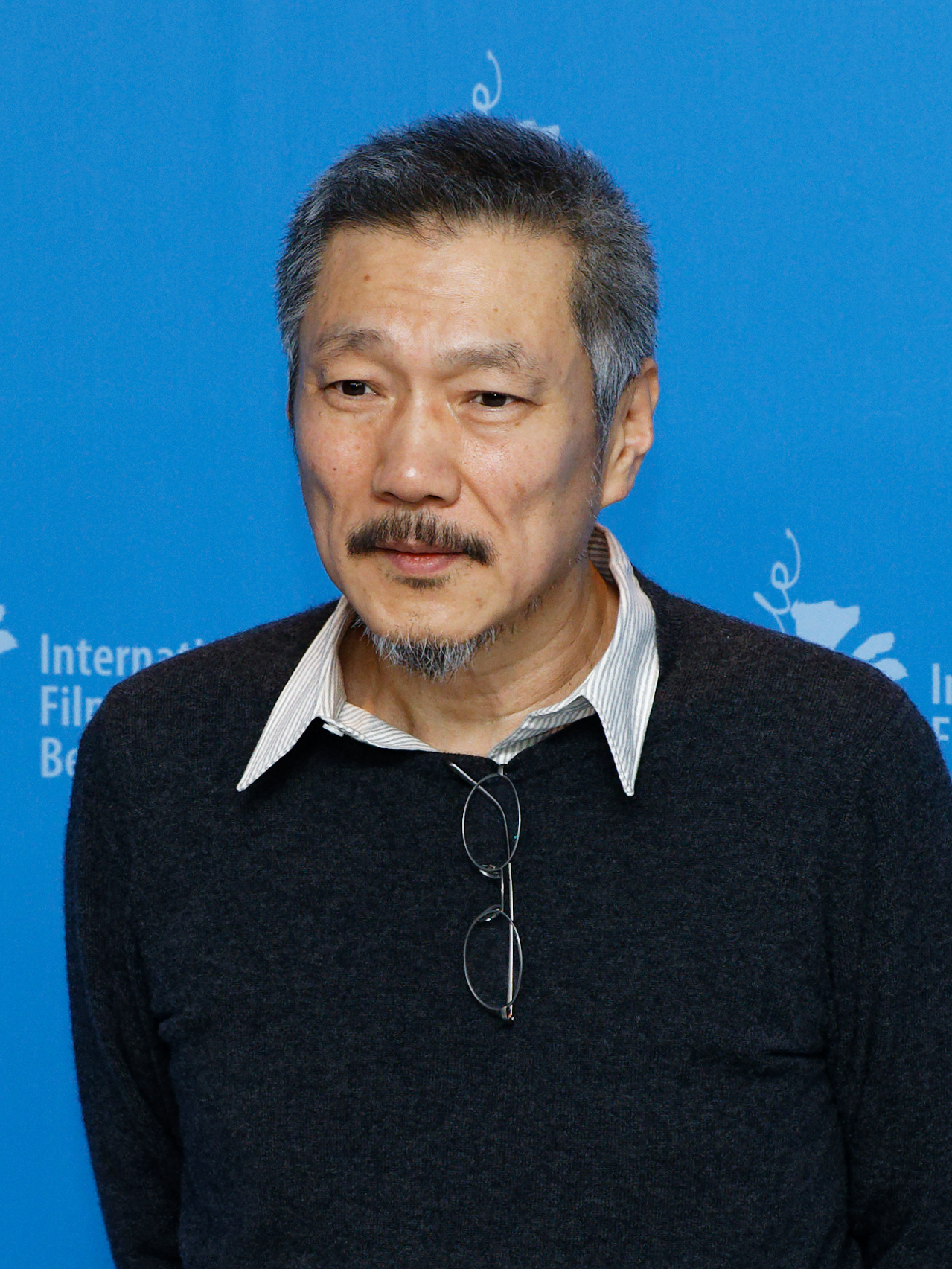
Hong Sang-soo, laureat Srebrnego Niedźwiedzia za najlepszy scenariusz.

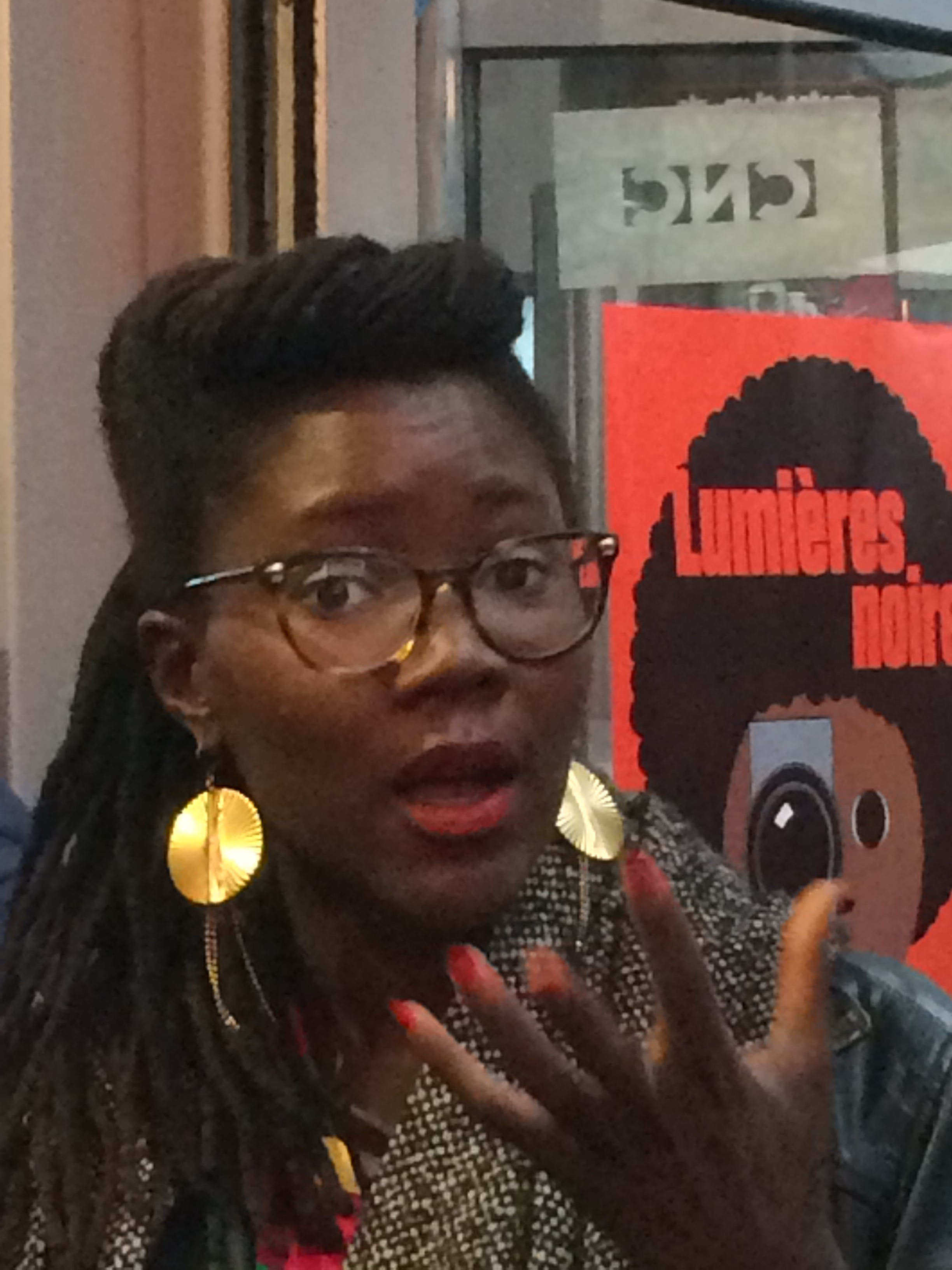
Alice Diop, zdobywczyni nagrody głównej w sekcji „Spotkania”.

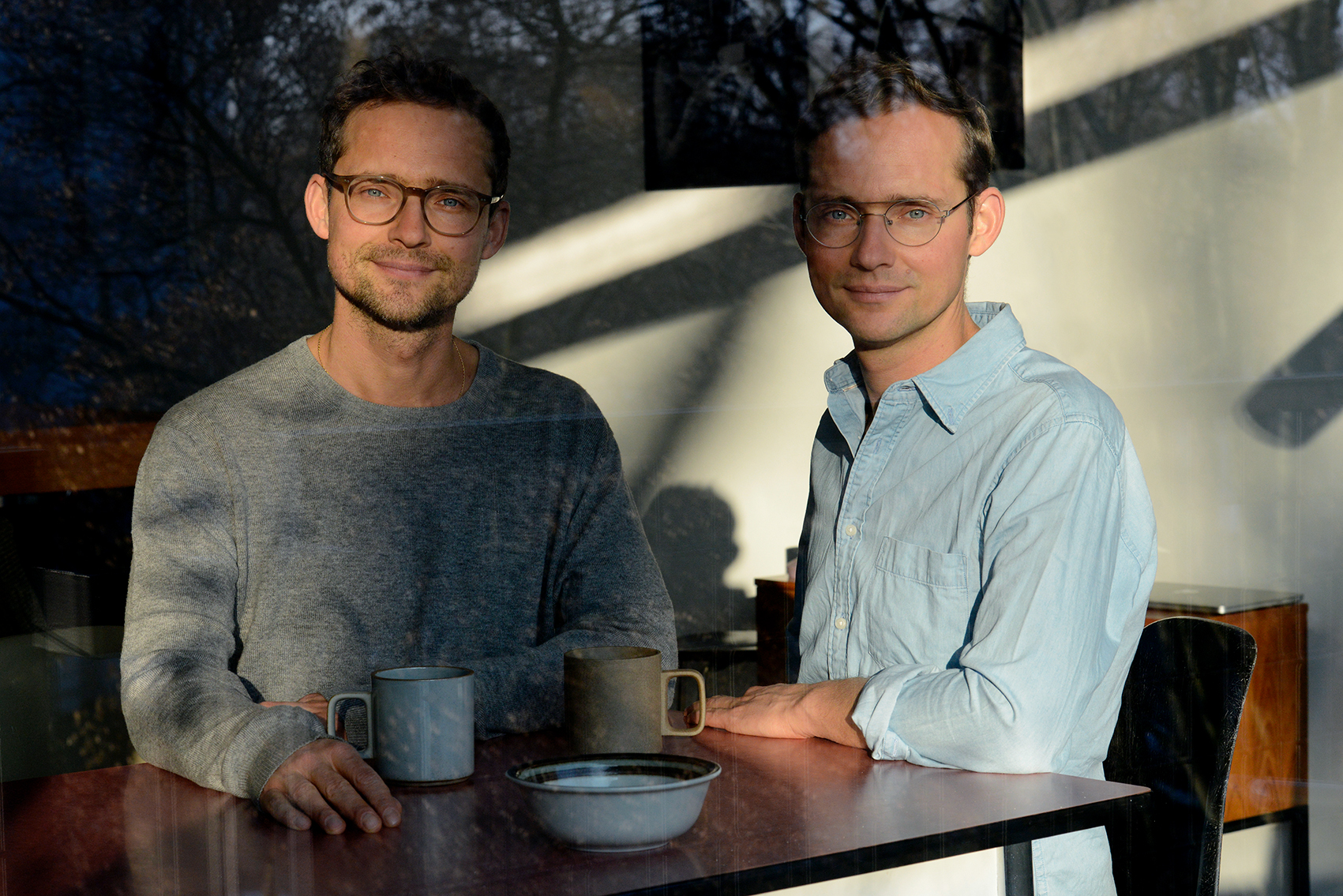
Dwukrotnie nagrodzony tandem reżyserski Ramon Zürcher i Silvan Zürcher.

### Konkurs główny
Złoty Niedźwiedź
- Niefortunny numerek lub szalone porno, reż. Radu Jude

Srebrny Niedźwiedź – Nagroda Grand Prix Jury
- W pętli ryzyka i fantazji, reż. Ryūsuke Hamaguchi

Srebrny Niedźwiedź – Nagroda Jury
- Klasa pana Bachmanna, reż. Maria Speth

Srebrny Niedźwiedź dla najlepszego reżysera
- Dénes Nagy − W świetle dnia

Srebrny Niedźwiedź za najlepszą rolę główną
- Maren Eggert − Jestem twój

Srebrny Niedźwiedź za najlepszą rolę drugoplanową
- Lilla Kizlinger − Im dalej w las, tym więcej drzew

Srebrny Niedźwiedź za najlepszy scenariusz
- Hong Sang-soo − Wstęp

Srebrny Niedźwiedź za wybitne osiągnięcie artystyczne
- Montaż: Yibrán Asuad − Film o policjantach

### Sekcja „Spotkania”
Nagroda Główna
- My, z przedmieść Paryża, reż. Alice Diop

Nagroda Specjalna Jury
- Smak, reż. Lê Bảo

Nagroda za reżyserię
- Denis Côté − Higiena społeczna
- Ramon Zürcher i Silvan Zürcher − Dziewczyna i pająk

Wyróżnienie Specjalne
- Rock Bottom Riser, reż. Fern Silva

### Konkurs debiutów reżyserskich
Nagroda GWFF za najlepszy debiut reżyserski
- Strachy Sześćdziesiątej Pierwszej, reż. Dasza Niekrasowa
  - Wyróżnienie:  Dystrykt końcowy, reż. Ehsan Mirhosseini i Bardia Yadegari

### Konkurs filmów dokumentalnych
Nagroda za najlepszy film dokumentalny
- My, z przedmieść Paryża, reż. Alice Diop
  - Wyróżnienie:  Pierwsze 54 lata - podręcznik okupacji wojskowej, reż. Avi Mograbi

### Konkurs filmów krótkometrażowych
Złoty Niedźwiedź dla najlepszego filmu krótkometrażowego
- Mój wujek Tudor, reż. Olga Lucovnicova

Srebrny Niedźwiedź – Nagroda Jury
- Skończył się dzień, reż. Zhang Dalei

Kandydat do Europejskiej Nagrody Filmowej dla najlepszego filmu krótkometrażowego
- Pisanki, reż. Nicolas Keppens

### Sekcja „Generation”
Nagroda główna jury w sekcji „Generation Kplus”
- Letni blask, reż. Han Shuai
  - Wyróżnienie:  Szkoła w Cerro Hueso, reż. Betania Cappato

Nagroda główna jury w sekcji „Generation 14plus”
- Fam, reż. Fred Bailiff
  - Wyróżnienie:  Kryptozoo, reż. Dash Shaw

Kryształowy Niedźwiedź – Nagroda główna jury dziecięcego w sekcji „Generation Kplus”
- Beans, reż. Tracey Deer
  - Wyróżnienie:  Szkoła w Cerro Hueso, reż. Betania Cappato

Kryształowy Niedźwiedź – Nagroda główna jury młodzieżowego w sekcji „Generation 14plus”
- Przystanek - Ziemia, reż. Kateryna Hornostaj
  - Wyróżnienie:  Ninjababy, reż. Yngvild Sve Flikke

### Nagrody gremiów niezależnych
Nagroda FIPRESCI
- Konkurs główny:  Co widzimy, patrząc w niebo?, reż. Alexandre Koberidze
- Sekcja „Spotkania”:  Dziewczyna i pająk, reż. Ramon Zürcher i Silvan Zürcher
- Sekcja „Panorama”:  Jak brat bratu, reż. Ferit Karahan
- Sekcja „Forum”:  Narty w Bariloche, reż. Manque La Banca

Nagroda Caligariego za innowacyjność w sekcji „Forum”
- Rzeka płynie, meandruje, porywa, przejmuje, reż. Zhu Shengze

Nagroda Compass w sekcji „Perspective Deutsches Kino”
- Instrukcja przetrwania, reż. Yana Ugrekhelidze
  - Wyróżnienie:  Las i woda, reż. Jonas Bak

Nagroda Teddy dla najlepszego filmu o tematyce LGBT
- Film fabularny:  Wojna Miguela, reż. Eliane Raheb
- Film krótkometrażowy:  International Dawn Chorus Day, reż. John Greyson
- Nagroda Jury:  Instrukcja przetrwania, reż. Yana Ugrekhelidze
- Nagroda Specjalna:  Jenni Olson

### Nagrody publiczności
- Konkurs główny:  Klasa pana Bachmanna, reż. Maria Speth
- Sekcja „Panorama”:  Ostatnia puszcza, reż. Luiz Bolognesi[12]